# Botryosphaeriales
Botryosphaeriales C.L. Schoch, Crous & Shoemaker – rząd grzybów z klasy Dothideomycetes. Grzyby mikroskopijne.

## Systematyka
Pozycja w klasyfikacji według Index Fungorum
Botryosphaeriales, Incertae sedis, Dothideomycetes, Pezizomycotina, Ascomycota, Fungi.
Systematyka
Według aktualizowanej klasyfikacji Index Fungorum bazującej na Dictionary of the Fungi do rzędu Botryosphaeriales należą:
- rodzina Aplosporellaceae Slippers, Boissin & Crous 2013
- rodzina Botryosphaeriaceae Theiss. & Syd. 1918
- rodzina Cylindrohyalosporaceae Tennakoon, C.H. Kuo, S. Hongsanan & K.D. Hyde 2021
- rodzina Endomelanconiopsidaceae Tao Yang & Crous 2016
- rodzina Oblongohyalosporaceae Tennakoon, C.H. Kuo, S. Hongsanan & K.D. Hyde 2021
- rodzina Phyllostictaceae Fr. 1849
- rodzina Planistromellaceae M.E. Barr 1996
- rodzina Pseudofusicoccaceae Tao Yang & Crous 2016
- rodzina Saccharataceae Slippers, Boissin & Crous 2013
- rodzina Septorioideaceae Wyka & Broders 2016
- rodzaje Incertae sedis[2].